# KTechlab
KTechlab est un environnement de simulation de circuits électroniques et de micro-contrôleurs sous licence GPL conçu pour l'environnement KDE. Il simule une variété de composants (logiques, circuits intégrés, linéaires, non-linéaires, composants actifs...). Il permet aussi le débuggage et la simulation des micro-contrôleurs PICs via gpsim et deux langages de haut-niveau : Flowcode et Microbe. 
Ce logiciel a été conçu avec l'environnement de développement intégré KDevelop. Le développement s'est arrêté à la version 0.3 datant du 5 janvier 2006. Puis a été repris par Jason Lucas en avril 2007.